# 上原りさ
上原 りさ（うえはら りさ、1991年〈平成3年〉9月17日 - ）は、日本の女性タレント。本名、上原里彩（読み同じ）。兵庫県出身。ホリプロ所属。2012年（平成24年）4月から2019年（平成31年）3月までNHKの番組『おかあさんといっしょ』にて、『パント!』のおねえさん（5代目身体表現のおねえさん）を7年間務めた。

## 来歴
安蘭けいの舞台を見たのがきっかけで、幼い頃から宝塚歌劇のファンである。高校（東京農業大学第一高校）時代に宝塚音楽学校を受験したものの、不合格だった。部活はチアリーディング部に所属していた。
高校卒業後の2010年（平成22年）4月、洗足学園音楽大学音楽学部ミュージカルコースに入学し、2014年（平成26年）3月卒業。
2012年（平成24年）、大学在学中に『おかあさんといっしょ』（NHK Eテレ）のオーディションを受けて採用され、4月より「パント!」のおねえさんに就任。平成生まれの就任は上原が初である。番組では「パント!」のほかに、火曜日の「すりかえかめん」（小林よしひさ演じる「すりかえかめん」の手下、「すりかえおじょう」役）を担当。 
共演者は、以下の通り。
うたのおにいさんは、就任後からの5年間（2012年4月2日から2017年4月1日まで）は、第11代目の横山だいすけ、それ以降の2年間（2017年4月3日から2019年3月30日まで）は、第12代目の花田ゆういちろう。
うたのおねえさんは、就任後からの4年間（2012年4月2日から2016年4月2日まで）は、第20代目の三谷たくみ、それ以降の3年間（2016年4月4日から2019年3月30日まで）は、第21代目の小野あつこ。
たいそうのおにいさんは、第11代目の小林よしひさ。
2019年（平成31年）2月18日、同年3月をもって番組を卒業することが発表された。在任期間は7年間。なお、2019年（平成31年）4月より身体表現が体操に吸収され、後任の秋元杏月が、初代「たいそうのおねえさん」として就任することに従い、上原が最後の「身体表現のおねえさん」となった。
2019年（平成31年）3月29日、『おかあさんといっしょ』の放送で卒業の挨拶が行われ、後任となる、初代「たいそうのおねえさん」秋元杏月へバトンタッチした。翌日放送の「ファミリーコンサート・旭川」の出演で締めくくり、小林よしひさ（11代目たいそうのおにいさん）と共に卒業した。
『おかあさんといっしょ』に出演した歴代のおにいさん・おねえさんの中では、初の平成生まれの出演者だった。また、平成生まれの番組出演者では令和改元前に番組を卒業した唯一の出演者でもある。ちなみに、後半の3年間共演していた小野あつこ、自身の卒業後4年間出演した福尾誠は同学年（1991年度生まれ）だが誕生日は小野・福尾の両名よりも早い（上原は9月17日生まれ、小野は12月12日生まれ、福尾は1992年1月11日生まれ）。
2019年（令和元年）7月31日、ホリプロに所属することが発表され、同時に自身の公式Instagramを開設。
2019年（令和元年）8月15日、『おかあさんといっしょ 60年スペシャル』にタリキヨコ・いとうまゆとともにゲスト出演。
2019年（令和元年）9月26日、『皮ごと切るだけスターカット』という芸能関係のWEB動画イベントに参加（芸能のイベントとしては初めての参加）。
2020年（令和2年）1月29日、ワーナーミュージック・ジャパンより「はみがきジョーズ／ベイビーシャーク」で、歌手として初のCDリリース。
2020年（令和2年）12月9日、YouTubeにてチャンネル『上原りさ りっちゃねる』を開設。

## 人物
- 愛称：りさお姉さん、サリー
- 身長：162cm[1]
- 血液型：O型
- 星座：乙女座
- 趣味：料理、お菓子作り、観劇、アニメ鑑賞[7]。
- 家族：三人姉妹の長女で、1歳下と3歳下の妹がいる。

## 出演

### テレビ番組
- おかあさんといっしょ（2012年4月2日 - 2019年3月30日、NHK Eテレ） - 5代目身体表現のおねえさん
  - 2019年8月15日放送の『60年スペシャル』にゲストとして出演。

ドラマ
- アンサング・シンデレラ病院薬剤師の処方箋 第3話（2020年7月30日、フジテレビ） - 三上役

### ラジオ
- 横山だいすけはじめのいっぽ（TBSラジオ） - 常連ゲスト

### ネット配信
- ホリプロ保育園（8月1日 - LINELIVE）

### おかあさんといっしょ コンサート
| 公演   | タイトル                                     | 出演者（一部を除く） |
| ------ | -------------------------------------------- | --- |
| 2012年 | ぽていじま・わくわくマラソン!                | 横山だいすけ、三谷たくみ、小林よしひさ、上原りさ ムテ吉、ミーニャ、メーコブ ララパ、ゾウガメのちょうろうさま アオアシカツオドリのゆうびんやさん マーモット3きょうだい                                                                                 |
| 2012年 | うたとダンスのくるくるしょうてんがい         | 横山だいすけ、三谷たくみ、小林よしひさ、上原りさ ムテ吉、ミーニャ、メーコブ |
| 2013年 | ふしぎ!ふしぎ!おもちゃのおいしゃさん         | 横山だいすけ、三谷たくみ、小林よしひさ、上原りさ ムテ吉、ミーニャ、メーコブ たいらいさお |
| 2013年 | いたずらたまごの大冒険!                      | 横山だいすけ、三谷たくみ、小林よしひさ、上原りさ ムテ吉、ミーニャ、メーコブ |
| 2014年 | もじもじやしきからの挑戦状                   | 横山だいすけ、三谷たくみ、小林よしひさ、上原りさ ムテ吉、ミーニャ、メーコブ |
| 2014年 | しゃぼんだまじょとないないランド             | 横山だいすけ、三谷たくみ、小林よしひさ、上原りさ ムテ吉、ミーニャ、メーコブ |
| 2015年 | じゃがいも星人にあいたいな                   | 横山だいすけ、三谷たくみ、小林よしひさ、上原りさ ムテ吉、ミーニャ、メーコブ |
| 2015年 | わくわく!ゆめのおしごとらんど                | 横山だいすけ、三谷たくみ、小林よしひさ、上原りさ ムテ吉、ミーニャ、メーコブ |
| 2016年 | しりとりじまでだいぼうけん                   | 横山だいすけ、小野あつこ、小林よしひさ、上原りさ チョロミー、ムームー、ガラピコ 三谷たくみ |
| 2016年 | みんなでおどろう♪お城のパーティー            | 横山だいすけ、小野あつこ、小林よしひさ、上原りさ チョロミー、ムームー、ガラピコ |
| 2017年 | 音楽博士のうららかコンサート                 | 花田ゆういちろう、小野あつこ、小林よしひさ、上原りさ チョロミー、ムームー、ガラピコ 横山だいすけ |
| 2017年 | しずく星の大ぼうけん〜ヨックドランをすくえ〜 | 花田ゆういちろう、小野あつこ、小林よしひさ、上原りさ チョロミー、ムームー、ガラピコ、プッチマーゴ、スキッパー |
| 2018年 | シルエットはくぶつかんへようこそ!            | 花田ゆういちろう、小野あつこ、小林よしひさ、上原りさ チョロミー、ムームー、ガラピコ |
| 2018年 | はる なつ あき ふゆ どれがすき               | 花田ゆういちろう、小野あつこ、小林よしひさ、上原りさ チョロミー、ムームー、ガラピコ |
| 2019年 | しあわせのきいろい・・・なんだっけ?!         | 花田ゆういちろう、小野あつこ、福尾誠、秋元杏月 チョロミー、ムームー、ガラピコ ナーニくん 小林よしひさ、上原りさ |
| 2019年 | ふしぎな汽車でいこう〜60周年記念コンサート〜 | 花田ゆういちろう、小野あつこ、福尾誠、秋元杏月 チョロミー、ムームー、ガラピコ 眞理ヨシコ、坂田おさむ、神崎ゆう子、速水けんたろう、茂森あゆみ 横山だいすけ、小林よしひさ、上原りさ じゃじゃまる、ぴっころ、ぽろり、スプー、 ムテ吉、ミーニャ、メーコブ |

| 公演   | タイトル                                        | 出演者（一部を除く） |
| ------ | ----------------------------------------------- | --- |
| 2012年 | みんないっしょに!ファン ファン スマイル         | 横山だいすけ、三谷たくみ、小林よしひさ、上原りさ ムテ吉、ミーニャ、メーコブ ワンワン、パックン、リン、コロン 坂田おさむ、いとうまゆ、じゃじゃまる、ぴっころ、ぽろり                               |
| 2013年 | みんないっしょに!空までとどけ!みんなの想い!     | 横山だいすけ、三谷たくみ、小林よしひさ、上原りさ ムテ吉、ミーニャ、メーコブ ワンワン、ことちゃん、ゆうくん、コロ、バウ シュッシュ、ポッポ、なお （VTR出演）ララパ、うーたん、せいや、パンタン駅長 |
| 2014年 | みんないっしょに!げんきいっぱい!ゴー!ゴー!ゴー! | 横山だいすけ、三谷たくみ、小林よしひさ、上原りさ ムテ吉、ミーニャ、メーコブ ワンワン、シュッシュ、ポッポ、なお、せいや （VTR出演）パンタン駅長                                                    |
| 2015年 | みんないっしょに!歌って遊んで 夢の大ぼうけん!   | 横山だいすけ、三谷たくみ、小林よしひさ、上原りさ ムテ吉、ミーニャ、メーコブ ワンワン、シュッシュ、ポッポ、なお、せいや                                                                            |
| 2016年 | 星で会いましょう!〜出会えばみんなおともだち〜   | 横山だいすけ、小野あつこ、小林よしひさ、上原りさ チョロミー、ムームー、ガラピコ シュッシュ、ポッポ、なお、せいや ムテ吉、ミーニャ、メーコブ                                                       |
| 2017年 | ようこそ、真夏のパーティーへ                    | 花田ゆういちろう、小野あつこ、小林よしひさ、上原りさ チョロミー、ムームー、ガラピコ シュッシュ、ポッポ、なお （VTR出演）せいや 横山だいすけ                                                       |
| 2018年 | みんなでわくわくフェスティバル!                 | 花田ゆういちろう、小野あつこ、小林よしひさ、上原りさ チョロミー、ムームー、ガラピコ シュッシュ、ポッポ、ゆめ、たいせい 関沢圭司                                                                   |

### 映画
- 映画 おかあさんといっしょ はじめての大冒険（2018年9月7日公開、日活／ライブ・ビューイング・ジャパン）[8]
- 映画 おかあさんといっしょ すりかえかめんをつかまえろ!（2020年1月24日公開、日活／ライブ・ビューイング・ジャパン）[9]

### テレビアニメ
- みっちりわんこ!あにめ〜しょん（2020年） - ナレーション
- 最響カミズモード!（2020年 - 2021年） - 緋野ヒカリ 役
- コロコロアニマル おとぎばなし（2021年） - レギュラー[10]

## ディスコグラフィー

### DVD
| リリース年 | リリース日 | タイトル                                                                                          |
| ---------- | ---------- | ------------------------------------------------------------------------------------------------- |
| 2012年     | 8月2日     | 『NHK「おかあさんといっしょ」ファミリーコンサート ぽていじま わくわくマラソン!』                  |
| 2012年     | 11月21日   | 『NHK「おかあさんといっしょ」スペシャルステージ みんないっしょに! ファン ファン スマイル』        |
| 2013年     | 2月6日     | 『NHK「おかあさんといっしょ」ファミリーコンサート うたとダンスのくるくるしょうてんがい』          |
| 2013年     | 8月7日     | 『NHK「おかあさんといっしょ」ファミリーコンサート ふしぎ!ふしぎ!おもちゃのおいしゃさん』          |
| 2013年     | 11月29日   | 『NHK「おかあさんといっしょ」スペシャルステージ みんないっしょに!空までとどけ!みんなの想い!』     |
| 2014年     | 1月29日    | 『NHK「おかあさんといっしょ」ファミリーコンサート いたずらたまごの大冒険!』                       |
| 2014年     | 8月6日     | 『NHK「おかあさんといっしょ」ファミリーコンサート もじもじやしきからの挑戦状』                    |
| 2014年     | 11月28日   | 『NHK「おかあさんといっしょ」スペシャルステージ みんないっしょに!げんきいっぱい!ゴー!ゴー!ゴー!』 |
| 2015年     | 1月30日    | 『NHK「おかあさんといっしょ」ファミリーコンサート しゃぼんだまじょとないないランド』              |
| 2015年     | 8月5日     | 『NHK「おかあさんといっしょ」ファミリーコンサート じゃがいも星人にあいたいな』                    |
| 2015年     | 11月25日   | 『NHK「おかあさんといっしょ」スペシャルステージ みんないっしょに! 歌って遊んで 夢の大ぼうけん!』  |
| 2016年     | 2月3日     | 『NHK「おかあさんといっしょ」ファミリーコンサート わくわく!ゆめのおしごとらんど』                 |
| 2016年     | 8月3日     | 『NHK「おかあさんといっしょ」ファミリーコンサート しりとりじまでだいぼうけん』                    |
| 2016年     | 12月7日    | 『NHK「おかあさんといっしょ」スペシャルステージ 星で会いましょう!〜出会えばみんなおともだち〜』   |
| 2017年     | 2月1日     | 『NHK「おかあさんといっしょ」ファミリーコンサート みんなでおどろう♪お城のパーティー』             |
| 2017年     | 8月2日     | 『NHK「おかあさんといっしょ」ファミリーコンサート 音楽博士のうららかコンサート』                  |
| 2017年     | 12月6日    | 『NHK「おかあさんといっしょ」スペシャルステージ ようこそ、真夏のパーティーへ』                    |
| 2018年     | 2月7日     | 『NHK「おかあさんといっしょ」ファミリーコンサート しずく星の大ぼうけん〜ヨックドランをすくえ〜』  |
| 2018年     | 8月1日     | 『NHK「おかあさんといっしょ」ファミリーコンサート シルエットはくぶつかんへようこそ!』             |
| 2018年     | 12月5日    | 『NHK「おかあさんといっしょ」スペシャルステージ みんなでわくわくフェスティバル!!』                |
| 2019年     | 2月6日     | 『NHK「おかあさんといっしょ」ファミリーコンサート はる なつ あき ふゆ どれがすき』                |
| 2019年     | 8月7日     | 『NHK「おかあさんといっしょ」ファミリーコンサート しあわせのきいろい・・・なんだっけ?!』          |